# Ermita de Santa Ana (Albal)
La ermita de Santa Ana es un templo situado en el Parque de Santa Ana, en el municipio de Albal. Es Bien de Relevancia Local con identificador número 46.16.007-001.

## Historia
El origen de la veneración de la santa y de la ermita se remontan posiblemente al siglo XIV, ya que su fundación por el Consejo Catedralicio de Valencia ya aparece en documentos de 1402 refiriéndose a hechos anteriores. Según la tradición local, el templo original se construyó en el lugar donde un pastor halló en 1289 la imagen de la santa en el hueco de un olivo, un retoño del cual se conserva a espaldas de la ermita. El templo actual se edificó en 1894.

## Descripción
El templo se encuentra en una colina al oeste de la población, en un parque rodeado de una pinada. El lugar se conoce localmente como El Replà.
El edificio actual fue edificado a finales del siglo XIX en estilo neogótico, si bien se pueden encontrar elementos más antiguos, posiblemente del siglo XIV, en la parte posterior. El edificio está realizado en ladrillo.
La fachada está dividida en tres cuerpos verticales por dos columnas y rematada frontón triangular de vértice muy agudo, con espadaña con campana acabada con una cruz. Destaca su atrio delantero con arcos apuntados. Sobre los arcos laterales se abren ventanales y sobre el central un óculo con doble reborde, todos ellos acristalados. La vivienda del ermitaño está adosada al cuerpo principal y tiene sobre la puerta un panel cerámico con imagen de la santa.
La cubierta del templo es a dos aguas, recubierta con teja árabe y entablado de ladrillo macizo de apoyo.
A la nave principal se accede por una puerta de madera en forma de arco apuntado que se abre en el atrio de la fachada principal. Se cubre con bóveda de crucería y el piso es de baldosas blancas y negras. Presenta la estructura típica de las iglesias de reconquista, esto es, planta rectangular dividida por arcos diafragmas. Tiene el coro a los pies y cuatro capillas laterales cubiertas por bóvedas de arista. Una de las capillas laterales está dedicada a San Blas. El presbiterio tiene bóveda de cascarón con nervios blancos. En él se conserva la imagen de Santa Ana con la Virgen Niña, del siglo XIV realizada en alabastro. San Blas y Santa Ana son los patrones de Albal.

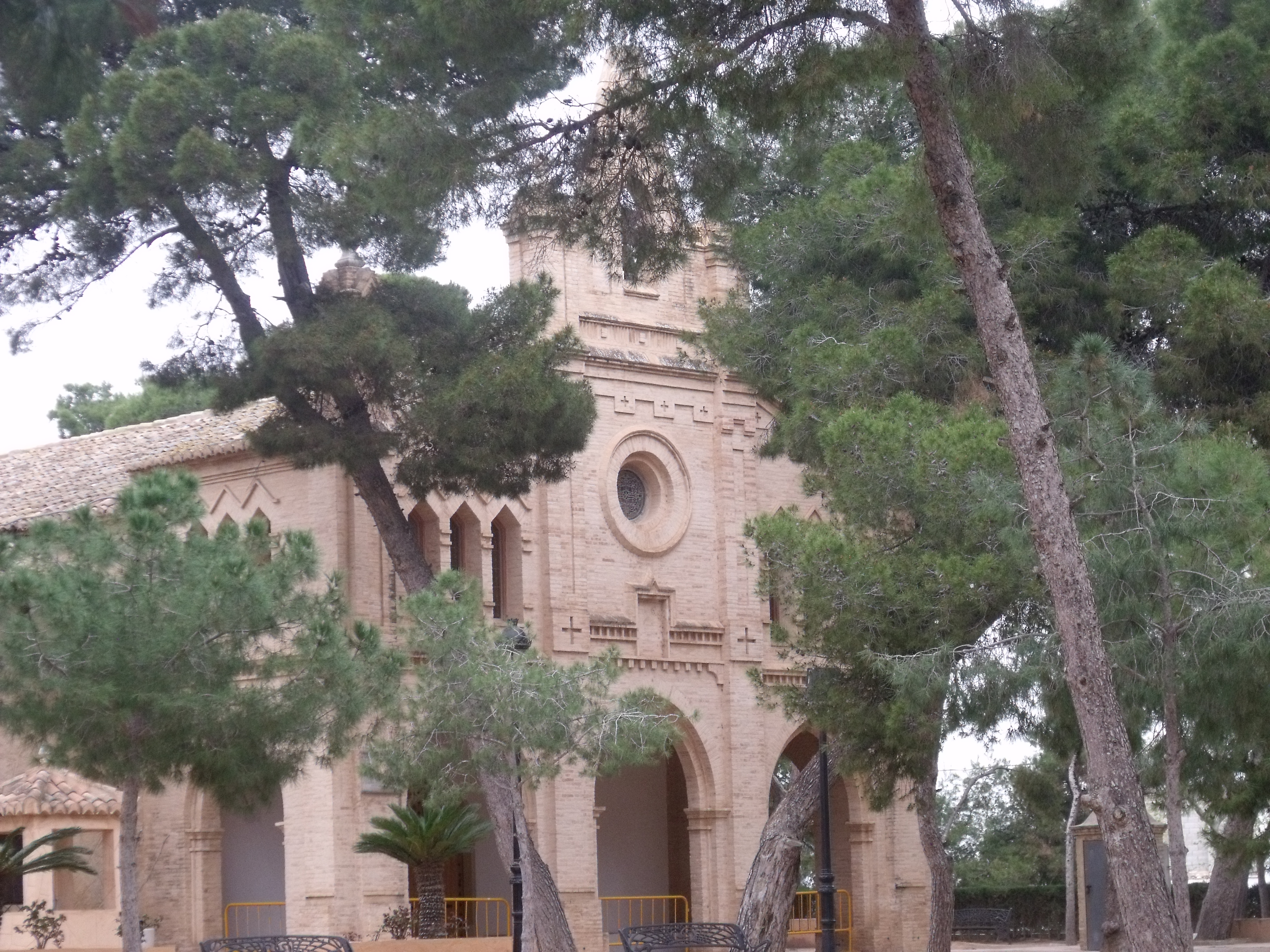
La ermita está rodeada de pinos.
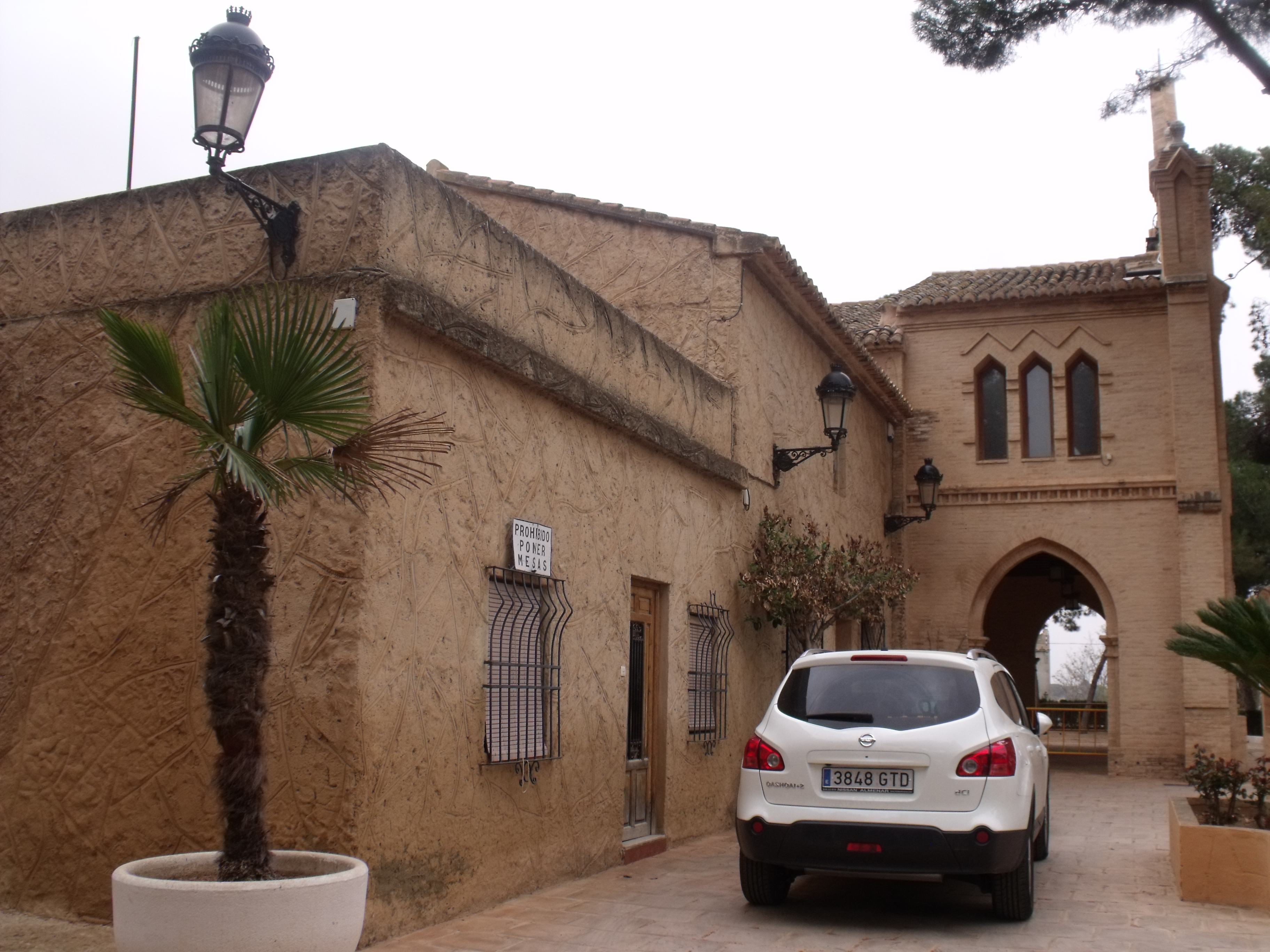
Vivienda del ermitaño.
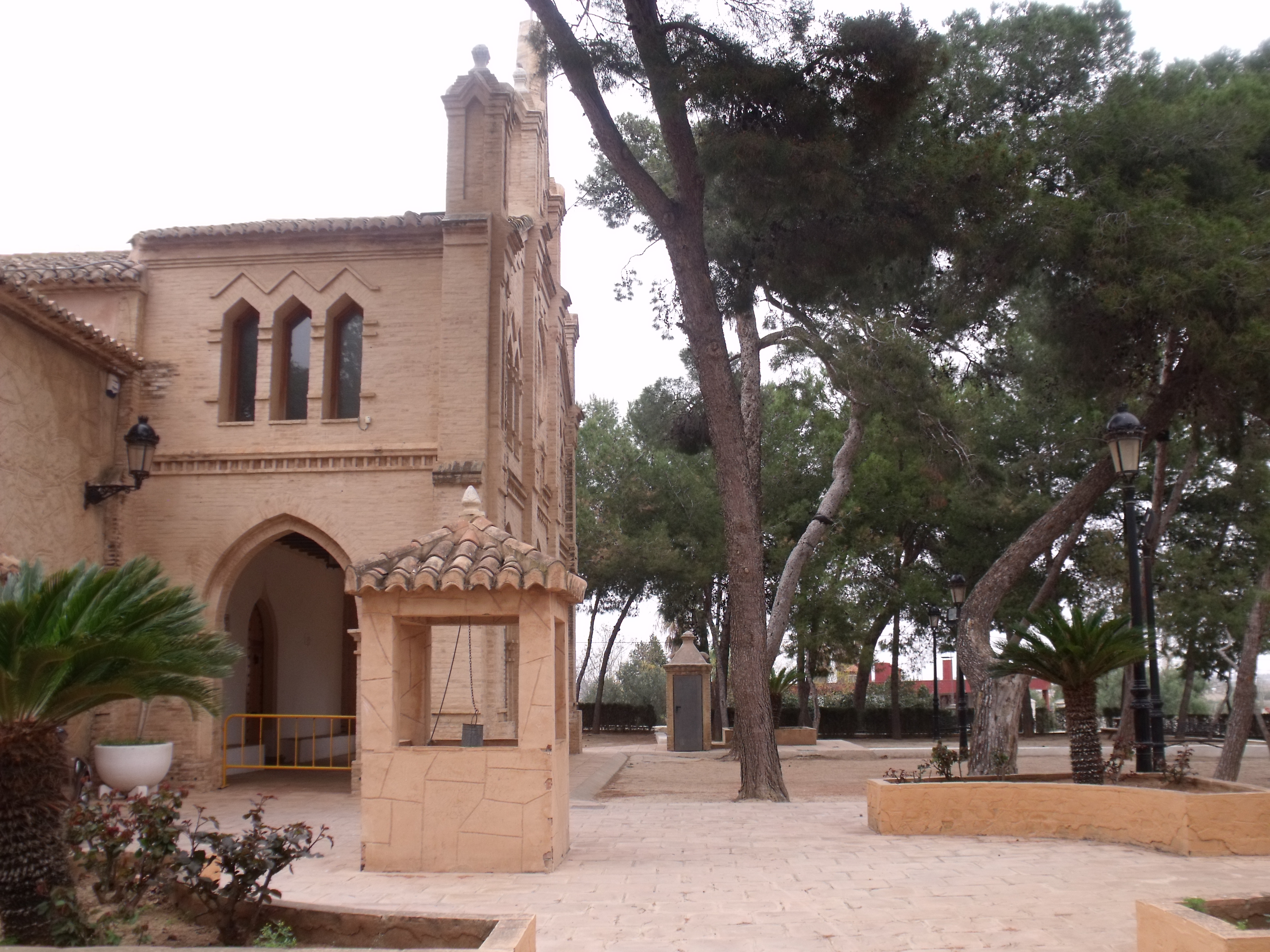
Atrio y pozo.
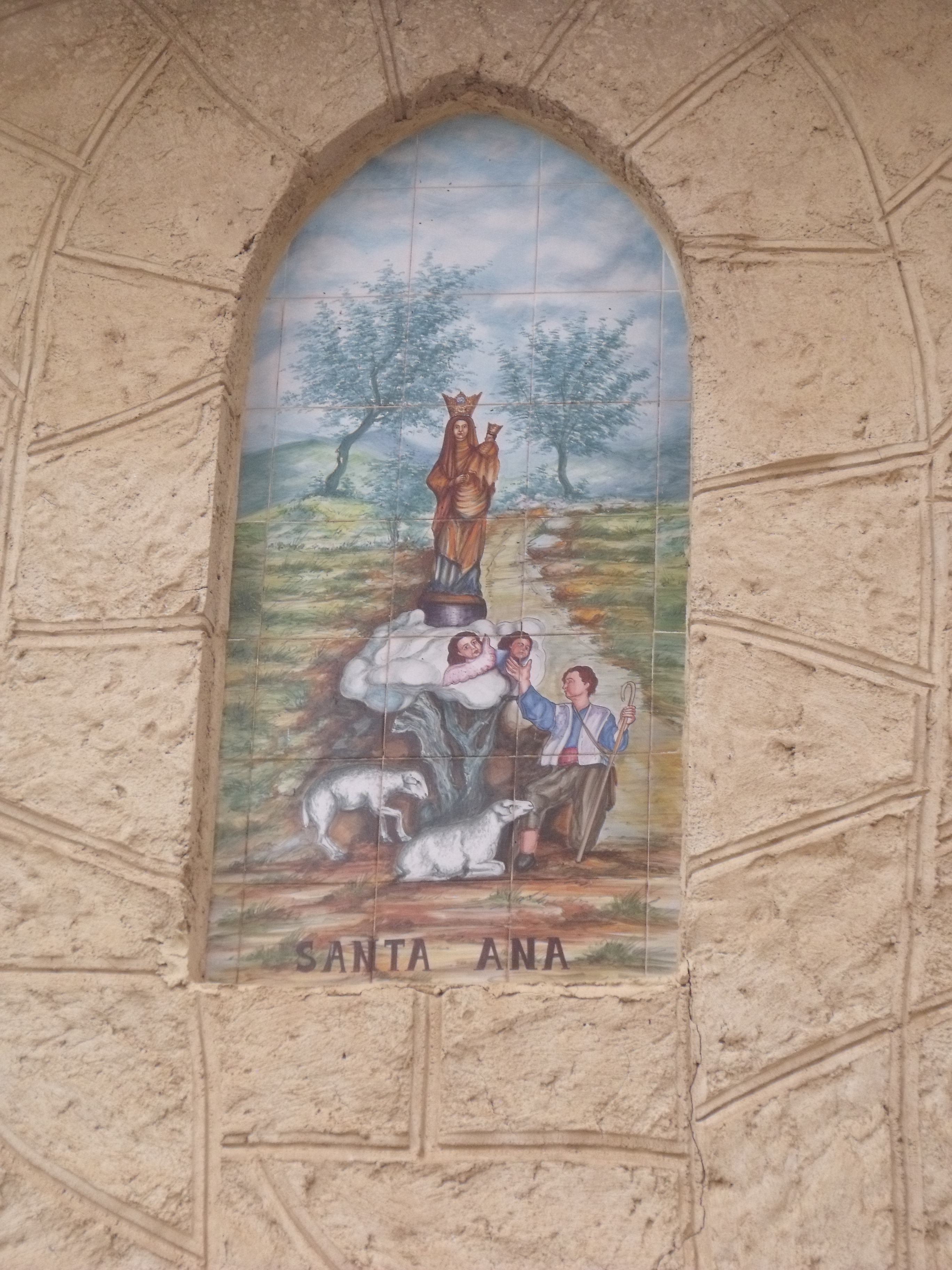
Panel cerámico alusivo al encuentro de la imagen.
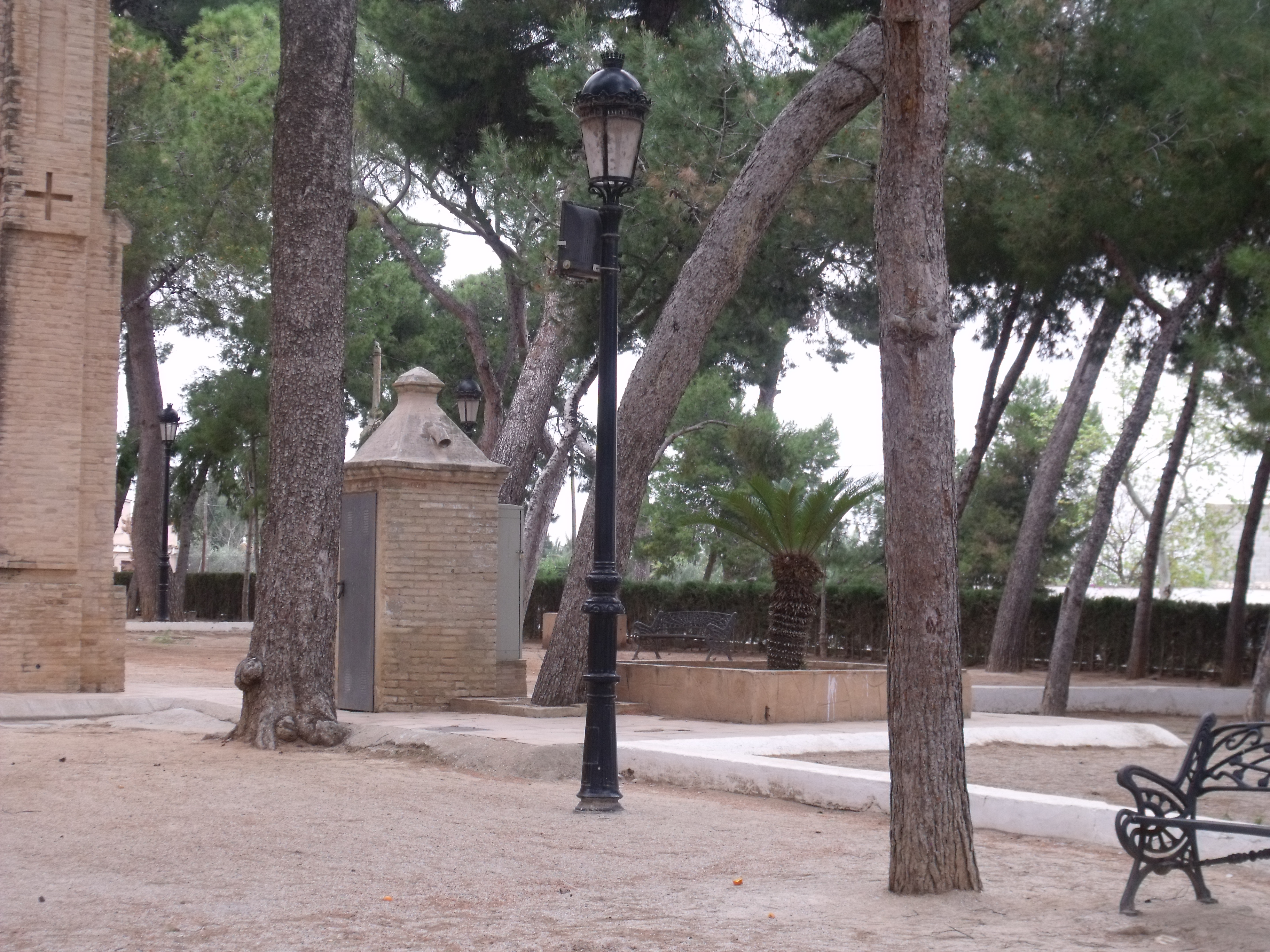
Parque de Santa Ana.
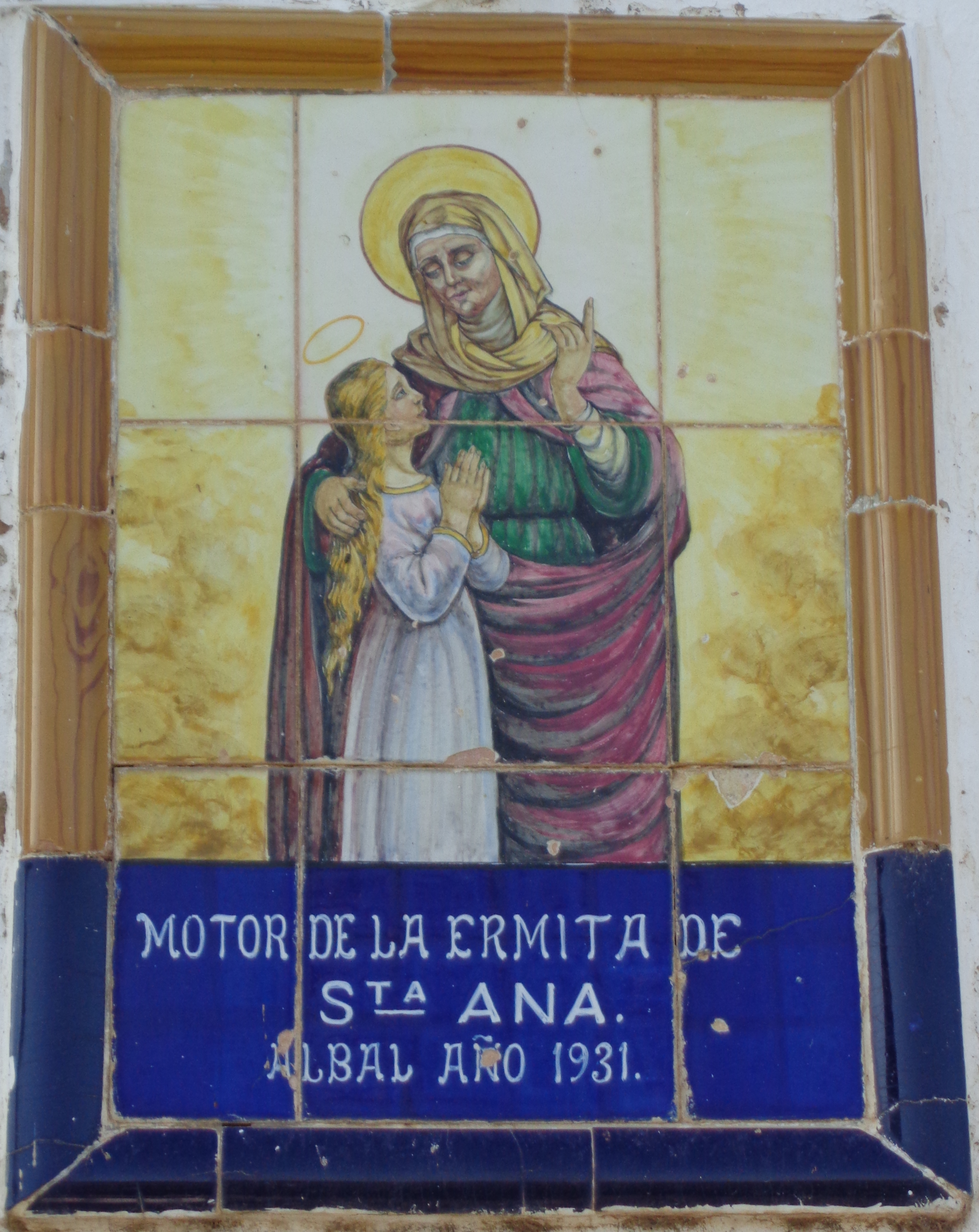
Situada en un entorno agrícola, este panel no está en la ermita, sino en uno de los pozos de riego de su entorno.